# ایستگاه گرینفورد
ایستگاه گرینفورد (انگلیسی: Greenford station) یکی از ایستگاه‌های متروی لندن است.
این ایستگاه که در منطقه ایلینگ لندن قرار دارد در سال ۱۹۰۴ تأسیس شده و جزئی از خط مرکزی متروی لندن است.

## نگارخانه

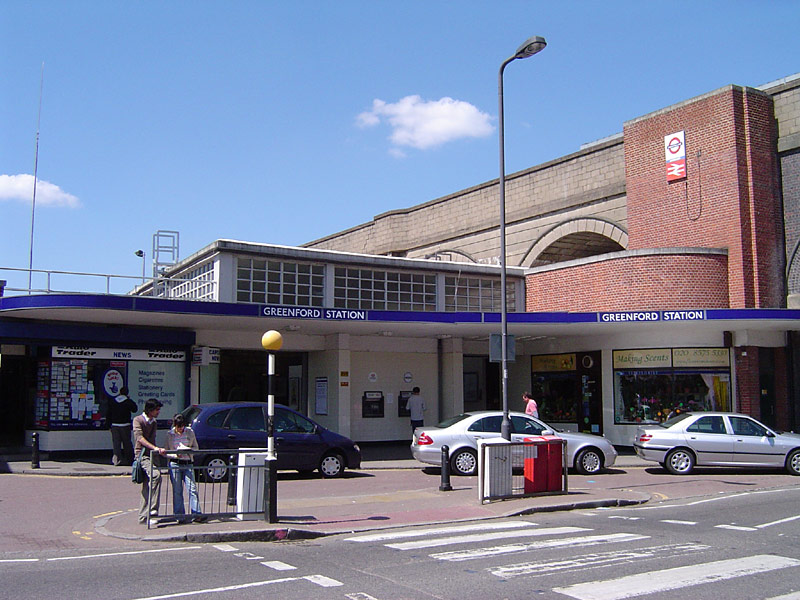
ساختمان ایستگاه
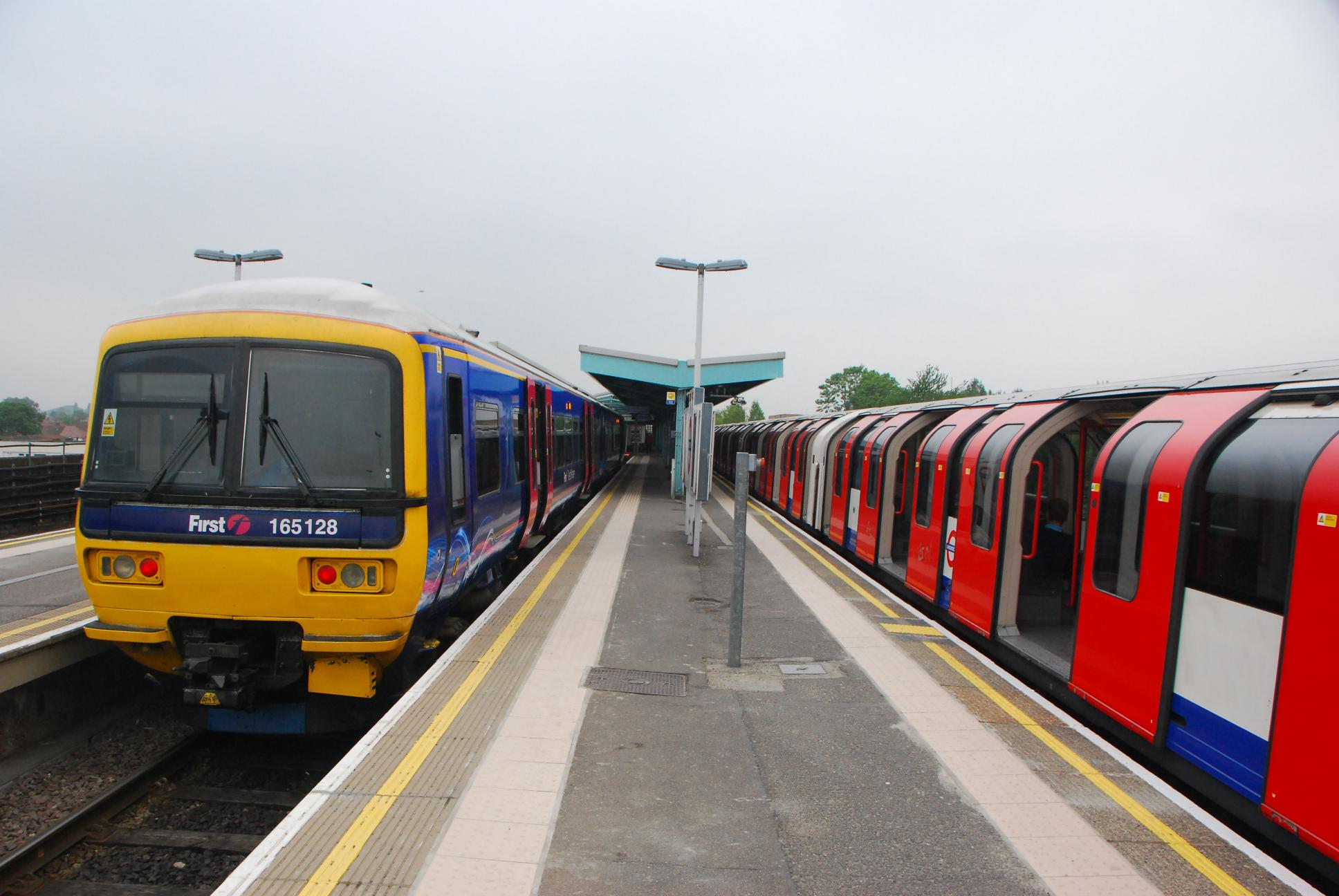
سکو مترو (راست) - سکو راه‌آهن (چپ)
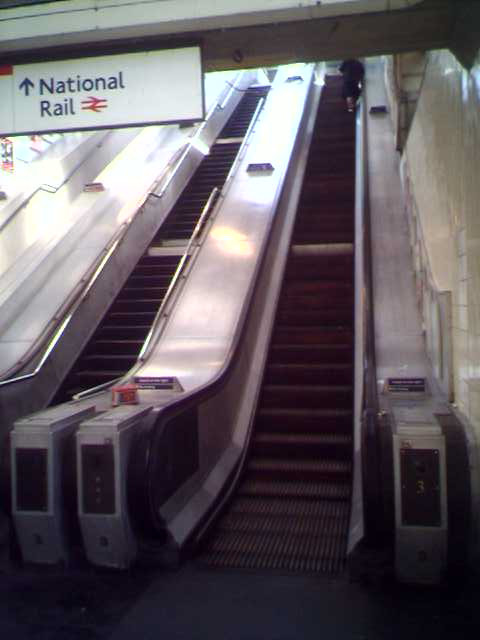